# Zagórze (powiat otwocki)
Zagórze – osada w Polsce położona w województwie mazowieckim, w powiecie otwockim, w gminie Wiązowna.
Osada leży  w środku lasów Mazowieckiego Parku Krajobrazowego, od zachodu graniczy z Warszawą a od wschodu z Góraszką.
Zagórze słynie z jedynego w Polsce szpitala dla dzieci i młodzieży ze schorzeniami neurologicznymi, ortopedycznymi i problemami psychicznymi dzieci do 21 roku życia. Do Zagórza można dojechać autobusem linii 722 z Warszawskiego ronda Wiatraczna. Prócz tego wokół osady można podziwiać lasy i bunkry poniemieckie.
W latach 1975–1998 miejscowość administracyjnie należała do województwa warszawskiego.